# 50 відтінків блакитного
«50 відтінків блакитного» (англ. «50 Ways of Saying Fabulous») — фільм-драма 2005 року, знятий за однойменним романом новозеландського письменника Грема Айткена.

## Сюжет
Дія відбувається в Нової Зеландії влітку 1975 року. 12-річний Біллі виявляє, що світ насправді складніше, ніж він собі уявляв в дитячих мріях про життя в космічному просторі. Він ніяк не може ужитися зі своїми однокласниками. Біллі відчуває, що ніколи не зможе стати таким, як усі: гра в регбі і заняття фермерством — вочевидь не для нього. Замість цього підліток воліє носити пучок світлого волосся, з яким, як йому здається, він стає схожий на Лану, героїню свого улюбленого телешоу. У Біллі є двоюрідна сестра Лу — повна протилежність Біллі. Лу — дуже жвава дівчина, яка більше всього на світі переживає через те, що дедалі більші в розмірі груди скоро не дозволить їй грати в регбі. З приходом в клас нового незграбного і довготелесого учня на ім'я Рой, якого однокласники тут же прозвали «виродком», життя Біллі круто змінюється. Між підлітками виникає взаємне тяжіння, засноване в тому числі й на сексуальному інтересі, хоча жоден з них ще не знає, що таке гомосексуальність. Незабаром на фермі з'являється гарний і харизматичний 20-річний новий працівник Джеймі. Біллі тут же забуває про Роя і починає мріяти про стосунки з Джеймі. Рой з ревнощів намагається вчинити розправу з рушницею. Він зізнається Біллі в коханні й пропонує продовжувати стосунки, але у відповідь чує: «Я ще занадто маленький, до того ж з тобою мені страшно».

## У ролях
| Актор           | Роль   |
| --------------- | ------ |
| Майкл Дорман    | Джеймі |
| Ендрю Паттерсон | Біллі  |
| Харріет Бітті   | Лу     |
| Джей Колліне    | Рой    |

## Нагороди
У 2006 році на Міжнародному ЛГБТ-кінофестиваль в Турині фільм був відзначений спеціальним призом журі.